# Étang Sally

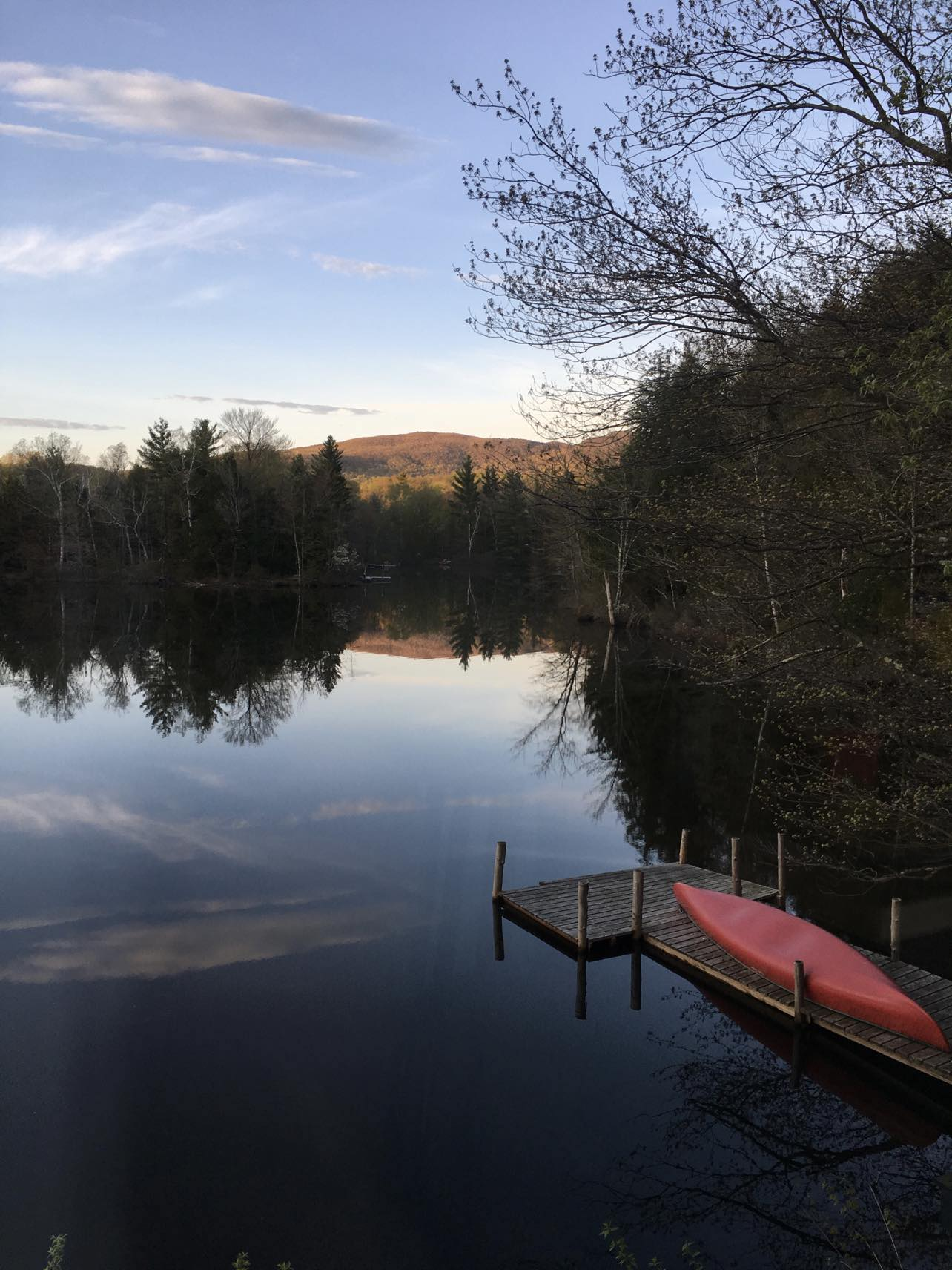
Coucher de soleil sur l'étang Sally.

L'étang Sally est un étang en Montérégie au Québec (Canada) situé dans la municipalité de Bolton-Ouest, dans la municipalité régionale de comté (MRC) Brome-Missisquoi.

## Géographie
Son altitude est de  286 m, sa longueur est de 800 m et sa largeur  500 m. L'étang est situé à l'est du chemin de la Passe de Bolton. La décharge de l'étang, le ruisseau West Field coule vers l'est et va rejoindre la Rivière Missisquoi Nord.